# Flecktarn
Flecktarn (Camuflaje moteado en alemán, también conocido como Flecktarnmuster o Fleckentarn) es una familia de patrones de camuflaje disruptivo de 3, 4, 5 o 6 colores, el más común es el patrón de cinco colores, que consiste en verde oscuro, verde claro, negro, marrón rojo y marrón verde o bronceado dependiendo del fabricante. El patrón original alemán de 5 colores fue diseñado para su uso en terrenos boscosos templados europeos. Una variación de 3 colores llamada Tropentarn (anteriormente Wüstentarn) está destinada a condiciones áridas y desérticas; la Bundeswehr alemana lo usó en Afganistán.
El flecktarn original alemán de 5 colores ha sido adoptado, copiado y modificado por muchos países para sus propios patrones de camuflaje.

## Historia
El ejército alemán comenzó a experimentar con patrones de camuflaje antes de la Segunda Guerra Mundial,y algunas unidades del ejército utilizaron el camuflaje Splittermuster ("patrón de astillas" ), publicado por primera vez en 1931. Las unidades de combate de las Waffen-SS utilizaron varios patrones desde 1935 en adelante. Muchos patrones de camuflaje las SS fueron diseñados por Johann Georg Otto Schick.

## Patrones modernos

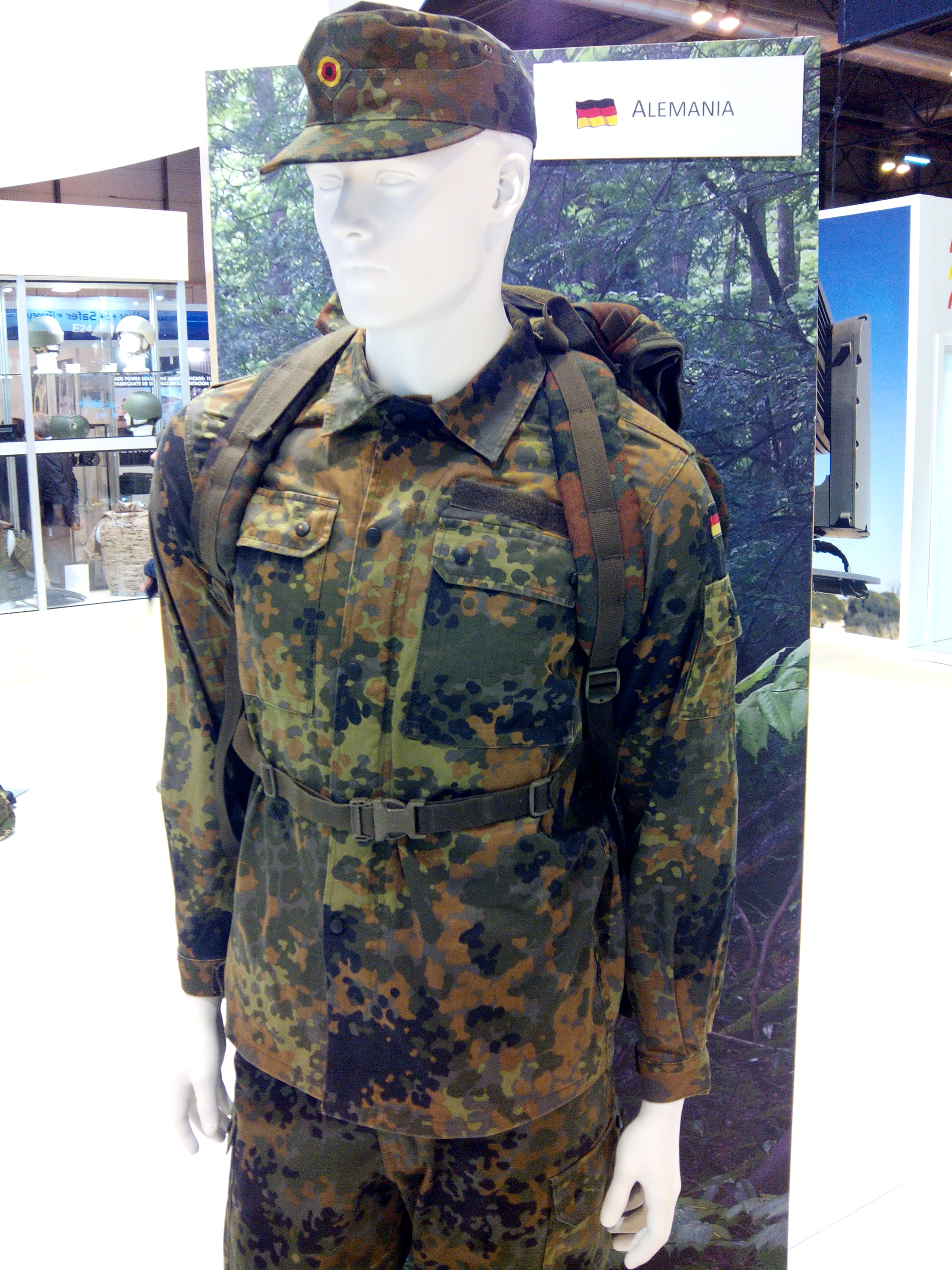
Uniforme alemán de Flecktarn en 2015

En 1976, la Bundeswehr en Alemania desarrolló una serie de prototipos de patrones de camuflaje, para ser probados como reemplazos del sólido uniforme de combate "moleskin" gris oliva. Al menos cuatro patrones de camuflaje distintos fueron probados durante Bundeswehr Truppenversuch 76. Estos se basaban en patrones en la naturaleza uno se llamaba "Puntos" o "Puntos"; otro se llamaba "Ragged Leaf" o "Saw Tooth Edge"; otro se basaba en agujas de pino en invierno.
Diseñado por la empresa alemana Marquardt & Schulz, varios patrones fueron desarrollados y probados por el ejército alemán. El patrón llamado "Flecktarn B" fue elegido como el patrón final para su uso. La palabra flecktarn es un compuesto formado a partir de las palabras alemanas Fleck (mancha, parche o patrón) y Tarnung (camuflaje). Sin embargo, la Bundeswehr mantuvo su vestido de combate verde durante la década de 1980, mientras se realizaban los ensayos. Flecktarn sólo se introdujo ampliamente en 1990 en una Alemania recién reunida.
En Alemania, el patrón de camuflaje Flecktarn es utilizado por todas las ramas de servicio de la Bundeswehr, el Heer (ejército), la Luftwaffe (fuerza aérea), algunas unidades de la Marine (marina) e incluso el Sanitätsdienst (servicio médico). Su nombre oficial es 5 Farben-Tarndruck der Bundeswehr (impresión de camuflaje de 5 colores de la Bundeswehr). Este esquema templado de 5 colores de Flecktarn consiste en 15% de verde claro, 20% de oliva claro, 35% de verde oscuro, 20% de marrón y 10% de negro. El ejército holandés probó el patrón y lo rechazó, supuestamente porque era "demasiado agresivo". Flecktarn fue visto como controvertido debido a su parecido con los patrones de "guisantes" y "hojas de roble" de las Waffen-SS, que también usaban puntos en varios colores.
En 2016, el Instituto de Investigación de materiales y propiedades de la Bundeswehr (Wehrwissenschaftliche Institut für Werk- und Betriebsstoffe – WIWeB) realizó pruebas sobre un nuevo patrón llamado Multitarn como un reemplazo potencial para Flecktarn.

## Usuarios
- Alemania Utilizado por Bundeswehr.[4]
- Austria Utilizado por EKO Cobra como funda de casco para sus cascos Ulbrirchts AM-95.
- Georgia  Algunos utilizados con las tropas georgianas en la KFOR.
- Ucrania Utilizado por algunas fuerzas ucranianas